# Thaicom 8
O Thaicom 8 é um satélite de comunicação geoestacionário tailandês que foi construído pela Orbital ATK. Ele está localizado na posição orbital de 78,5 graus de longitude leste e é operado pela Thaicom. O satélite é baseado na plataforma GeoStar-2.3 Bus e sua expectativa de vida útil é de 15 anos.

## História
A Thaicom anunciou em abril de 2014, que selecionou a Orbital Sciences Corporation (atual Orbital ATK) para construir o satélite e o provedor de serviços de lançamento Space Exploration Technologies (SpaceX) para lançar o satélite de telecomunicações Thaicom 8 após a aprovação do projeto de 178.5 milhões de dólares pelo conselho de administração da Thaicom.
O Thaicom 8 é um satélite que pesa em torno de 3.100 kg, que é operado a partir de 78,5° leste juntamente com os satélites Thaicom 5 e 6 e leva 24 transponders ativos em banda Ku.

## Lançamento
O satélite foi lançado com sucesso ao espaço no dia 27 de maio de 2016, às 21:39 UTC, por meio de um veículo Falcon 9 Full Thrust, a partir da Estação da Força Aérea de Cabo Canaveral, na Flórida, EUA. Ele tem uma massa de lançamento de 3025 kg.

## Capacidade e cobertura
O Thaicom 8 é equipado com 24 transponders em banda Ku para serviços de telecomunicações via satélite para o Sudeste Asiático.